# Albano Janku
Albano Janku (Tirana, 13 augustus 1967) is een Albanees voormalig voetbalscheidsrechter. Hij was in dienst van FIFA en UEFA tussen 2002 en 2010. Ook leidde hij tot 2012 wedstrijden in de Kategoria Superiore.
Op 28 augustus 2003 debuteerde Janku in Europees verband tijdens een wedstrijd tussen Debreceni VSC en FK Ekranas in de voorronde van de UEFA Cup; het eindigde in 2–1 en de Albanese leidsman gaf zeven gele kaarten, waarvan twee aan dezelfde speler. Zijn eerste interland floot hij op 22 augustus 2007, toen San Marino met 0–1 verloor van Cyprus. Tijdens dit duel gaf Janku vier gele kaarten, allemaal aan San Marinese spelers. Hij leidde twee interlands.

## Interlands
| Datum            | Plaats                 | Wedstrijd              | Uitslag | Competitie           | Kreeg geel | Kreeg voor de tweede keer geel en dus rood | Weggestuurd |
| ---------------- | ---------------------- | ---------------------- | ------- | -------------------- | ---------- | ------------------------------------------ | ----------- |
| 22 augustus 2007 | Serravalle, San Marino | San Marino – Cyprus    | 0 – 1   | EK 2008 kwalificatie | 4          | 0                                          | 0           |
| 3 maart 2010     | Skopje, Macedonië      | Macedonië – Montenegro | 2 – 1   | Vriendschappelijk    | 4          | 0                                          | 0           |